# Narrabri Shire
Narrabri Shire är en kommun i Australien. Den ligger i delstaten New South Wales, i den sydöstra delen av landet, omkring 420 kilometer norr om delstatshuvudstaden Sydney. Antalet invånare är 13 084.
Följande samhällen finns i Narrabri:
- Narrabri
- Boggabri
- Bohena
- Bohena Creek
- Pilliga
- Gwabegar